# Андай, Мелих Джевдет
Мелих Джевдет Андай (тур. Melih Cevdet Anday; 13 марта 1915 года ― 28 ноября 2002 года) ― турецкий поэт и прозаик. Писал во многих жанрах, зачастую выходя за рамки традиционных литературных направлений. За шесть с половиной десятилетий сочинил одиннадцать сборников стихов, восемь пьес, восемь романов, пятнадцать сборников эссе, некоторые из которых получили крупные литературные награды. Также перевёл несколько художественных произведений с разных языков на турецкий.

## Биография
Мелих Джевдет Андай родился в Стамбуле в 1915 году и жил там, пока его родители не приняли решение переехать в Анкару в 1931 году. Он окончил среднюю школу Гази и некоторое время изучал социологию в Бельгии на стипендию от Государственных железных дорог, но в 1940 году, после начала немецкого вторжения, Андаю пришлось вернуться домой. В период с 1942 по 1951 год он работал консультантом по публикациям в Министерстве образования Анкары, а затем ― библиотекарем в городе. За это время он начал свою карьеру в качестве журналиста в нескольких газетах. После 1954 года преподавал в Стамбульской городской консерватории. С 1964 по 1969 год Андай входил в совет директоров Турецкого радио и телевидения. После того, как он ушёл из консерватории в 1977 году, Андай был назначен в штаб-квартиру ЮНЕСКО в Париже в качестве атташе по культуре, где оставался до очередной смены правительства.

## Литературная карьера
Как поэт, Андай был одним из лидеров литературного кружка Гарип, в который также входили Орхан Вели и Октай Рифат. Согласно их взглядам, изложенным в частности в предисловии к их совместному сборнику, опубликованному в 1941 году, поэзия должна отказаться от формализма и риторического классического стиля предыдущих веков, сделавшись простым, разговорным и фактически «безыскусным» искусством, призванным служить простым людям.
Однако уже тогда в турецкой литературе присутствовало влияние французского сюрреализма, и Андаю в конце концов отошёл от своего первоначального стиля в сторону нео-сюрреализма, одновременно стараясь избегать политических перепетий своей страны.

## Библиография

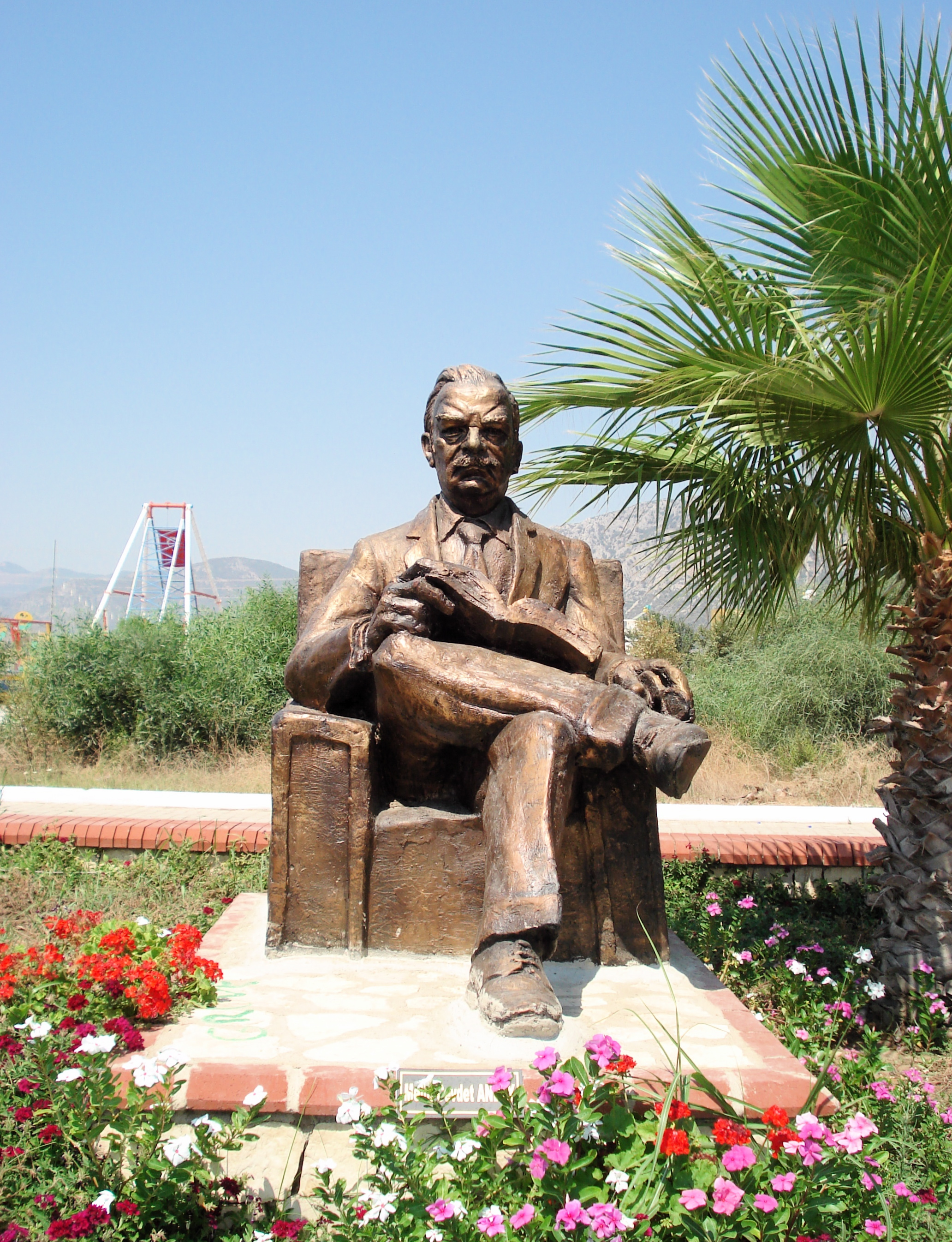
Статуя поэта в парке Мелих Джевдет Андай, Орен. Скульптор ― Метин Юрданур